# Dolní Paseky
Dolní Paseky, bis 1948 Dolní Reuth (deutsch Niederreuth) ist ein Ortsteil der Stadt Aš in Tschechien.

## Geographie

### Geographische Lage

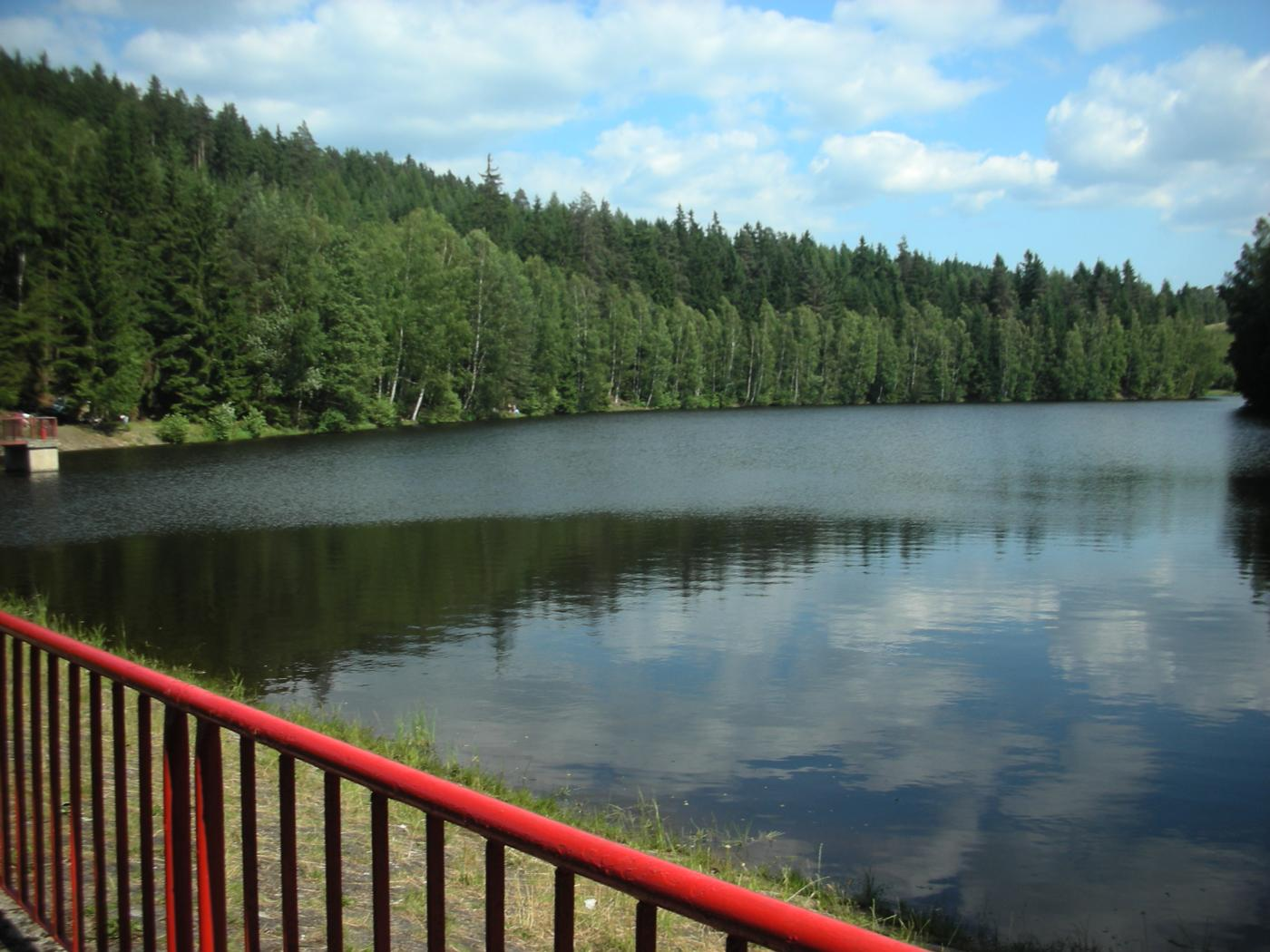
Stausee Bílý Halštrov

Dolní Paseky befindet sich dreieinhalb Kilometer nordöstlich von Aš im Elstergebirge. Das Dorf liegt im Tal der Weißen Elster, die unterhalb des Ortes angestaut wird. Nördlich erhebt sich die Vyhlídka (Gürther Berg, 678 m), im Osten der Rohrich (684 m), südöstlich der Stráž (Wachtberg, 716 m), im Südwesten der Skřivánčí vrch (Lerchenberg, 736 m) und westlich der Háj (Hainberg, 757 m).

### Nachbargemeinden
Nachbarorte sind Kopaniny und Doubrava im Norden, Gürth und Lohhäuser im Nordosten, Kleedorf, Schimmel und Frauengrün im Osten, Bad Brambach, Röthenbach und Horní Paseky im Südosten, Vernéřov im Süden, Aš im Südwesten, Mikulov und Krásná im Westen sowie Marak, Smrčina und Podhradí im Nordwesten.

## Geschichte

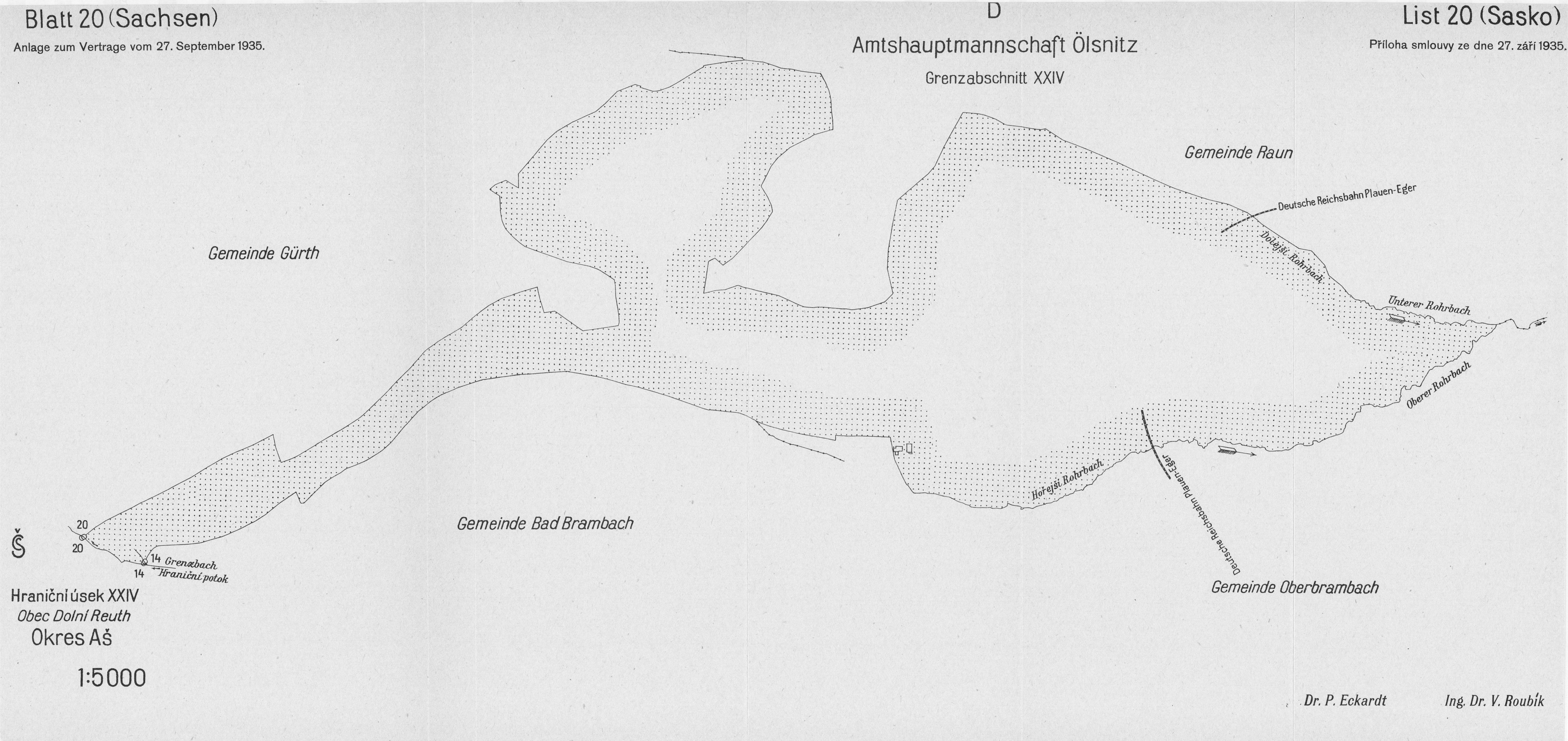
Skizze des Grenzverlaufs aus dem Vertrag vom 27. September 1935 (Deutsches Reichsgesetzblatt)

Der Ort wurde 1315 erstmals urkundlich erwähnt. Er befand sich neben Horní Paseky im Besitz der Familie von Sparneck, die zu diesem Zeitpunkt im Schönbacher Ländchen begütert war. 1342 wurde die Familie Notthafft auf Wildstein neuer Besitzer, später war es die Familie von Reitzenstein. Mit dem Übergang 1534 an die Familie von Zedtwitz auf Neuberg verlor der Ort seine Bedeutung als Rittersitz und die Gerichtsbarkeit wurde dem Ascher Gericht untergeordnet.
Nach der Aufhebung der Patrimonialherrschaften bildete Niederreuth ab 1850 einen Ortsteil der Gemeinde Wernersreuth im Gerichtsbezirk Asch bzw. Bezirk Asch. Im Jahre 1874 löste sich Niederreuth los und bildete eine eigene Gemeinde, die im Jahr 1939 571 Einwohner zählte. 
In Ausführung des Vertrages zwischen dem Deutschen Reich und der Čechoslovakischen Republik über Grenzwasserläufe und Gebietsaustausch an der preußischen Strecke der deutsch-čechoslovakischen Grenze vom 31. Januar 1930 wurde zwischen beiden Staaten am 27. September 1935 ein weiterer Vertrag über Grenzwasserläufe auf der sächsischen und der bayerischen Strecke der Grenze sowie über einen Gebietsaustausch an der Grenze abgeschlossen. Darin erfolgte zum 3. Juli 1936 die Abtretung der 93 ha großen Niederreuther Halbenklave an das Deutsche Reich. Der aus Teilen des Rohrichwaldes und dem Grenzwirtshaus „Zum Schimmel“ bestehende Zipfel wurde landläufig wegen seiner Gestalt als Schimmelzunge bezeichnet und der sächsischen Gemeinde Raun zugeordnet. Zwischen 1938 und 1945 war Niederreuth Teil des deutschen Landkreises Asch. 1948 erfolgte die Umbenennung von Dolní Reuth in Dolní Paseky. Nach der Aufhebung des Okres Aš kam Dolní Paseky Ende 1960 zum Okres Cheb und wurde nach Vernéřov eingemeindet. Zusammen mit Vernéřov erfolgte Anfang 1976 die Eingemeindung nach Aš. Beim Zensus von 2001 wurden 23 Wohnhäuser und 39 Einwohner gezählt.

### Einwohnerentwicklung
| Jahr | Einwohnerzahl |
| ---- | ------------- |
| 1869 | 664           |
| 1880 | 642           |
| 1890 | 636           |
| 1900 | 634           |
| 1910 | 626           |

| Jahr | Einwohnerzahl |
| ---- | ------------- |
| 1921 | 491           |
| 1930 | 578           |
| 1950 | 99            |
| 1961 | 101           |
| 1970 | 64            |

| Jahr | Einwohnerzahl |
| ---- | ------------- |
| 1980 | 57            |
| 1991 | 43            |
| 2001 | 39            |
| 2011 | 59            |

## Kultur und Sehenswürdigkeiten

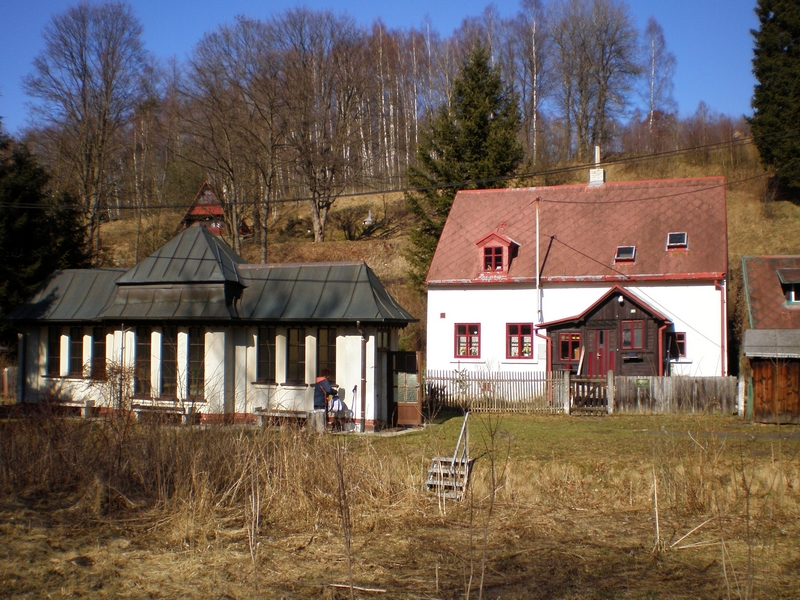
Mineralquelle

- Pavillon mit Mineralquelle  (Niederreuther Säuerling)[5]
- Steinernes Sühnekreuz